# Championnat d'Algérie masculin de handball 2023-2024
Navigation
Excellence 2022-2023 Excellence 2024-2025
La saison 2023-2024 du Championnat d'Algérie masculin de handball est la 60e édition de la compétition. Elle a débuté le 30 novembre 2023 et l'ES d'Aïn Touta est le tenant du titre. 
Au terme de la saison, le Mouloudia de Bordj Bou Arreridj est sacré pour la première fois de son histoire champion d'Algérie.

## Équipes engagées
| \| MCOT ESA MCS OEO ESAT ICO OMA CSOM JSE Skikda JSS OBMC Alger Constantine Mila Bordj Batna Clubs d'Alger : MC Alger HBC El Biar JS Bir Mourad Raïs CRB Alger-Centre NRKG Alger Clubs de Constantine: CH Zighoud Youcef ES Constantine Clubs de Bordj: CR Bordj Bou Arréridj M Bordj Bou Arréridj Clubs de Batna: MM Batna AB Barika Clubs de Mila: CRB Mila C Chelghoum Laïd \| Localisation des clubs engagés dans le championnat 2022-2023. |
| MCOT ESA MCS OEO ESAT ICO OMA CSOM JSE Skikda JSS OBMC Alger Constantine Mila Bordj Batna Clubs d'Alger : MC Alger HBC El Biar JS Bir Mourad Raïs CRB Alger-Centre NRKG Alger Clubs de Constantine: CH Zighoud Youcef ES Constantine Clubs de Bordj: CR Bordj Bou Arréridj M Bordj Bou Arréridj Clubs de Batna: MM Batna AB Barika Clubs de Mila: CRB Mila C Chelghoum Laïd                                                                     |

| Nombre d'équipes par Wilaya \| Code \| Wilaya \| Nombre \| Équipe(s) \| \| ---- \| ---------------------------- \| ------ \| ----------------------------------------------------------------------- \| \| 05 \| Wilaya de Batna \| 3 \| ES Aïn Touta, MM Batna, AB Barika \| \| 08 \| Wilaya de Béchar \| 1 \| JS Saoura \| \| 13 \| Wilaya de Tlemcen \| 1 \| Olympique Maghnia \| \| 16 \| Wilaya d'Alger \| 5 \| MC Alger, HBC El Biar, JS Bir Mourad Raïs, CRB Alger-Centre, NRKG Alger \| \| 20 \| Wilaya de Saïda \| 1 \| MC Saïda \| \| 21 \| Wilaya de Skikda \| 1 \| JSE Skikda \| \| 23 \| Wilaya d'Annaba \| 1 \| OM Annaba \| \| 25 \| Wilaya de Constantine \| 2 \| CH Zighoud Youcef, ES Constantine \| \| 30 \| Wilaya d'Ouargla \| 1 \| IC Ouargla \| \| 31 \| Wilaya d'Oran \| 2 \| ES Arzew, MC Oued Tlélat \| \| 34 \| Wilaya de Bordj Bou Arreridj \| 2 \| CR Bordj Bou Arréridj, M Bordj Bou Arreridj \| \| 39 \| Wilaya d'El Oued \| 1 \| Olympique El Oued \| \| 43 \| Wilaya de Mila \| 2 \| CRB Mila, Croissant Chelghoum Laïd \| \| 47 \| Wilaya de Ghardaïa \| 1 \| OB Metlili Chaamba \| |                              |        |                                                                         |
| Code | Wilaya                       | Nombre | Équipe(s)                                                               |
| 05 | Wilaya de Batna              | 3      | ES Aïn Touta, MM Batna, AB Barika                                       |
| 08 | Wilaya de Béchar             | 1      | JS Saoura                                                               |
| 13 | Wilaya de Tlemcen            | 1      | Olympique Maghnia                                                       |
| 16 | Wilaya d'Alger               | 5      | MC Alger, HBC El Biar, JS Bir Mourad Raïs, CRB Alger-Centre, NRKG Alger |
| 20 | Wilaya de Saïda              | 1      | MC Saïda                                                                |
| 21 | Wilaya de Skikda             | 1      | JSE Skikda                                                              |
| 23 | Wilaya d'Annaba              | 1      | OM Annaba                                                               |
| 25 | Wilaya de Constantine        | 2      | CH Zighoud Youcef, ES Constantine                                       |
| 30 | Wilaya d'Ouargla             | 1      | IC Ouargla                                                              |
| 31 | Wilaya d'Oran                | 2      | ES Arzew, MC Oued Tlélat                                                |
| 34 | Wilaya de Bordj Bou Arreridj | 2      | CR Bordj Bou Arréridj, M Bordj Bou Arreridj                             |
| 39 | Wilaya d'El Oued             | 1      | Olympique El Oued                                                       |
| 43 | Wilaya de Mila               | 2      | CRB Mila, Croissant Chelghoum Laïd                                      |
| 47 | Wilaya de Ghardaïa           | 1      | OB Metlili Chaamba                                                      |

## Phase de groupes
Le résultat de la phase des groupes est le suivant :